# フランク・ロレンツォ

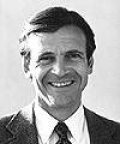
フランク・ロレンツォ(1978年)

フランク・ロレンツォ（Frank Lorenzo、1940年3月19日 - ）は、アメリカの実業家。規制緩和下のアメリカ航空業界において、新しいビジネスモデルを構築し、アメリカ民間航空業界の歴史にその名を残す存在である。「フランク・ロレンソ」とも呼ばれる。

## 経歴

### 起業まで
ニューヨークのクイーンズで、イタリア系スペイン人移民の子として生まれる。
コロンビア大学を1961年に卒業。その後ハーバード大学大学院経営学研究科に進み、1963年に経営学修士(MBA)の学位を取得し卒業した。卒業後は1963年から1965年まではトランス・ワールド航空(TWA)の財務アナリスト、さらに1965年からはイースタン航空の財務部門に勤務した。
1966年にはハーバード大学在籍当時の友人だったロバート・J・カーニーと共同で「ロレンツォ・カーニー・カンパニー」を設立した。この会社は航空会社の運営アドバイザリーが主な業務で、斬新な発想によるマネジメントを提供した。1969年には航空機リース会社として、「ジェット・キャピタル・コーポレーション」を設立した。

### 規制緩和の荒波へ

#### 航空会社の再建
1972年8月10日、経営の悪化していたテキサス・インターナショナル航空をジェット・キャピタル・コーポレーションが買収、ロレンツォが経営再建にあたることになった。従業員の賃金を切り詰め、コストを削減するという手法は、基本的にはその後彼が関わった航空会社の再建と基本的な方針は変わらないものであった。採算性の低い路線からは撤退し、運航コストが高くつく経年機の売却などを行った結果、1976年には320万ドルの利益を計上することになった。
1977年には閑散期の特定の路線に対して「ピーナッツ・フェア」と呼ばれる大幅な割引運賃を試行した。これは、長距離バスの運賃とほぼ同額と言うものであったというが、この試みは成功し、1977年の利益は倍増し、1978年には初めて株主に配当を出すことができた。
1978年8月に航空自由化政策が行なわれると、ロレンツォは経営の悪化していたナショナル航空の買収に着手した。ナショナル航空はフロリダをベースに多数のアメリカ国内路線を運航するだけでなく、ロンドンへの国際線も運航していた。ナショナル航空については、競り合った末にパンアメリカン航空（パンナム）に買収され、ロレンツォの買収は失敗したかに見えたが、ロレンツォは株式の売却によって4600万ドルの利益を得ることになった。翌年には、やはり業績の悪化していたTWAの買収に着手し、社長とも話し合ったが、物別れに終わった。
1980年に入ると、6月に持ち株会社として「テキサス・エア・コーポレーション」を設立した。9月には新規航空会社としてニューヨーク・エアを設立し、ニューヨークとワシントンD.C.を結ぶシャトル便に参入した。当時、この区間にはイースタン航空がシャトル便を運航しており、これに対抗するべく運航を開始したものであった。

#### 手荒な再建策
1981年、ロレンツォは業績の悪化していたコンチネンタル航空の買収に着手した。当初、コンチネンタル航空では労使ともにロレンツォの買収について警戒していたが、その抵抗は内外から崩され、同年11月に同社は買収された。翌1982年にテキサス・インターナショナル航空と合併、さらに1983年には連邦倒産法第11章（チャプター11）を適用することで一旦コンチネンタル航空を破産させて従業員を全員解雇し、大幅な賃金カットによる雇用条件を受け入れた従業員だけを再雇用した。破産による運航停止から運航再開までわずか3日という、手荒な方法であったが、その後の航空会社再建の戦略の1つとして注目されることになる。
しかし、この強引な方法は、社員の反発を買った。ロレンツォに買収された後のコンチネンタル航空社員の間では、「拳銃に2発の弾があり、目の前にサダム・フセインとカダフィ大佐とロレンツォの3人がいたら、誰を生かすか?」「決まってる。1発目はロレンツォに撃ち込む」「2発目はロレンツォの心臓を撃ち抜いて確実に息の根を止める」というジョークが交わされていたという。
1985年には再びTWAの買収に着手するが、コンチネンタル航空の事例を重く見た労働組合の激しい抵抗のため、TWAの買収は失敗に終わった。また、同時期にはフロンティア航空の買収にも着手するが、フロンティア航空側ではロレンツォに買収されることに対してだけは抵抗し、同社はピープル・エキスプレスへ買収されることになった。
1986年2月には、低運賃航空会社として再建するべくイースタン航空を買収。この買収は、イースタン航空の経営陣による決定で、コンチネンタル航空の再生の手腕に期待したという。この時期に、ニューヨーク・エアの運航していたシャトル便はパンナムに売却された。同年6月には経営の悪化したピープル・エキスプレスを買収したが、傘下にあったフロンティア航空も同時に買収されたため、結局フロンティア航空の買収に対する抵抗は意味がなくなってしまったことになる。1987年2月1日にはピープル・エキスプレスとニューヨーク・エアをコンチネンタル航空に合併させた。
しかし、イースタン航空の再建は社長（労使協調路線を取っていた人物であった）や労働組合との対立となり、なかなか進まなかった。労働組合との対立が激化すると、ロレンツォは身の危険を感じ、自社機に乗った際に、運ばれてきた清涼飲料水の栓が開いていた場合は、絶対に口にしなかったという。1989年3月9日にはイースタン航空はチャプター11適用となった。ロレンツォはイースタン航空の路線・機材・施設などを売却したが、1989年の赤字額は8億ドルにも及び、ロレンツォでも手の施しようがなくなっている状態であった。
1990年8月、ロレンツォは「テキサス・エア・コーポレーション」から「コンチネンタル・エアライン・ホールディング」となった持ち株会社の売却を発表、航空業界の第一線からは身を引くことになった。

### その後
1990年以降はSavoy Capital社の社長に就任し、資産管理・民間投資・ベンチャーキャピタルに携わっている。